# Siga
Siga es el nombre de una ciudad antigua, antigua capital numida del rey Syphax, cuyas ruinas están ubicadas en el lugar llamado Takembrit, sobre el margen izquierdo y a escasa distancia de la desembocadura del río Tafna, ayuntamiento de Oulhaça El Gheraba, en el valiato de Aïn Témouchent en Argelia.
Bajo el Imperio Romano, se localizaba en el oeste de la Mauritania Cesariense, en la frontera con Mauritania Tingitana.

## Yacimiento, situación
Más allá  de algunas fuentes antiguas dominadas por los resultados de las excavaciones arqueológicos y de las  escasas publicaciones, se sabe pocas cosas sobre Siga. Dotado  de un topónimo neopúnico, SYG’N, después romano, SIGA, el asentamiento antiguo se eleva en el  lugar llamado Takembrit (daïra de Oulhaça El Gheraba, valiato de Aïn Témouchent, Argelia) sobre el margen izquierdo del Tafna, a algunos kilómetros de su desembocadura,cubriendo las orillas del uadi con sus ruinas y los dos cerros del oeste y de Ras Dchour.
Frente a un oppidum bereber muy antiguo en el interior , los navegantes fenicios o púnicos instalaron  un puerto primeramente sobre la isleta de Acra después en el estuario. En el siglo IIII a.J.-C., en un meandro del río, la aglomeración está atestiguada como la capital de Syphax, rey de los Masesilos. Un taller monetario está atestiguado en la época de Bocchus el Joven. Después de una decadencia pasajera, la ciudad retoma una cierta importancia en la época romana, en particular con los emperadores africanos, Septimio Severo y Caracalla.
Numerosos monumentos son visibles o todavía enterrados sobre ambos márgenes del uadi entre los cuales está el célebre mausoleo real numida de Beni Rhenane, la acrópolis fortificada o las instalaciones  hidráulicas y termales romanas, mientras que el museo de Orán conserva  una interesante colección de objetos procedentes de las excavaciones  que han sido llevadas a cabo en el yacimiento.
Una demanda patrocinada , por ciertos arqueólogos  y de las asociaciones de la región (enlace roto disponible en Internet Archive; véase el historial, la primera versión y la última)., a las autoridades locales, regionales y nacionales es la investigación, la preservación y la puesta en valor del yacimiento  para dar a Siga el lugar que le corresponde por su pasado prestigioso y su rico patrimonio arqueológico.

## Historia
En el curso de la segunda guerra púnica, el rey Masinissa de los Masilios se alió con la República Romana y los ejércitos liderados por Escipion el Africano, mientras que los Masesilos gobernados por Sifax se pusieron del lado de Cartago. Con la derrota y captura de Sifax por Masinissa, las tribus occidentales fueron conquistadas y gradualmente absorbidas en un reino unido bajo su gobierno. Sus sucesores acuñaron monedas en Siga con escritura púnica, en la que su nombre aparece como Shigan (𐤔𐤉𐤂𐤏𐤍, šygʿn).
Con la conquista árabe , durante la segunda mitad del siglo VII, desaparecen las referencias a Siga en los documentos  históricos.

## Religión
La actual sede titular de "Sigus", de la Iglesia católica, probablemente se basa en esta ubicación, si bien había otro Sigus en el oeste de Numidia.